# أندري بوبوف
أندري بوبوف (بالرومانية: Andrei Popov)‏ هو سياسي مولدوفي، ولد في 24 يناير 1973. حزبياً، نشط في الحزب الديمقراطي. وقد انتخب عضو برلمان مولدوفا.